# تويوتا كورولا كروس
تويوتا كورولا كروس هي سيارة كروس أوفر تنتجها شركة تويوتا اليابانية.

## وصلات خارجية
- الموقع الرسمي
 (Thailand)